# Crvena akcija
Crvena akcija je radikalna ljevičarska organizacija koja djeluje u Hrvatskoj. Kao samoprozvana "antiimperijalistička organizacija" snažno se protivi NATO paktu i poznata je po napadima bojom na simbole te međunarodne vojne organizacije. Tijekom posljednjeg Izraelskog bombardiranja Gaze organizirala je prosvjed solidarnosti s Palestincima zajedno s članovima arapske i muslimanske zajednice u Zagrebu. Crvena akcija podržava borbu za prava homoseksualnih osoba i aktivni je sudionik Zagreb Pridea. Osim toga organizacija je aktivna i u borbi za radnička prava i podržava svaki radnički prosvjed iako je izrazito kritična prema sindikalnim vođama koje smatra slugama poslodavaca. Članovi Crvene akcije smatraju da su poslodavci i menadžeri izazvali ekonomsku krizu i kako država radi isključivo u interesu bogatih. Domovinski rat smatraju "dogovorom srpske i hrvatske buržoazije".
U inozemstvu, Crvena akcija podržava mnoge gerilske pokrete (u Kolumbiji, Indiji, Turskoj i Palestini) od kojih su neke na popisu terorističkih organizacija. Podržavali su također i nerede u Grčkoj, a nedavno su podržali i srbijanske anarhiste optužene za napad na veleposlanstvo Grčke.

## Vanjske poveznice
- Službena stranica